# Улица Нескореных
У́лица Нескореных (укр. вулиця Нескорених) — улица в Харькове, длиной более 5 км. Берёт начало из Киевского района города от улиц Ковпака и Сапёрной и заканчивается на пересечении со Светлой улицей. Вдоль улицы Нескореных находится жилой массив Салтовка.

## Название
Первоначально улица называлась Длинная. С 1974 года улица получила своё современное название - улица Героев Труда.
В 2024 году улица была переименована в рамках декоммунизации и дерусификации в "Улица Нескореных".

## Административно-территориальное деление
Улица Нескореных пересекает город с запада на восток, проходя через 2 городских района. Часть улицы от улиц Ковпака и Сапёрной до улицы Академика Павлова принадлежит Киевскому району. К Салтовскому району относятся все здания от улицы Академика Павлова до Светлой улицы.

## История
Застройка улицы шла на протяжении XX века. Возникла она в начале 70-х. Первоначально она называлась Длинной улицей.
В 1971 году по улице было проложено трамвайное движение.
В 1971 — 1975 годах вдоль улицы было сооружено значительное количество магазинов и учреждений бытового назначения. В декабре 1972 года здесь был открыт первый на Украине универсам, где применены передовые формы и методы торговли. В торговом зале универсама могут одновременно делать покупки 300 человек.
В 1974 году на етой улице был воздвигнут первый в Харькове шестнадцатиэтажный жилой дом -  дом номер 50. 
В 1976 году началось сооружение Журавлёвского водохранилища, которое находится рядом с улицей.
В 1972 году по улице начали курсировать автобусы.
В 1986 году к улице была проложена Салтовская линия метро и открыта Станция метро Салтовская.
В начале XXI века в районе станции метро Салтовская были сооружены ТРЦ "Дафи" и "Караван".

## Храмы

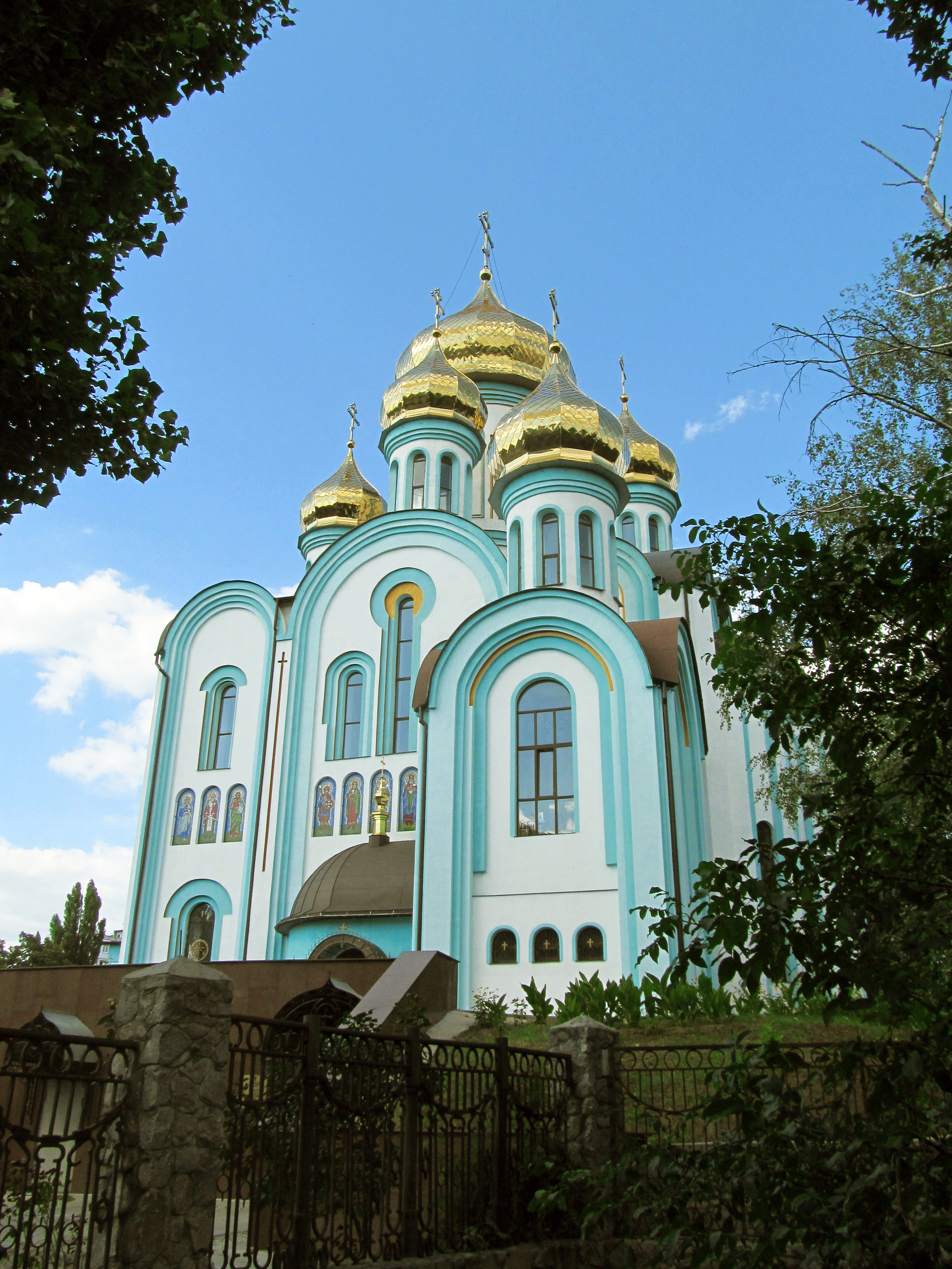
Свято-Владимирская церковь

- Свято-Владимирская церковь. Её строили с 1996 года и достроили к 2013 году. Расположена на перекрёстке улиц Героев Труда и проспекта Тракторостроителей.

## Транспорт
На пересечении с улицей Академика Павлова расположена станция метро Салтовская.
Наземный городской транспорт:
- Трамвай: 16, 16-А, 26, 27;
- Автобус: 17э, 49э, 247э, 268э, 272э
- Маршрутка: 55э, 152э, 208э, 212э, 240э, 263э, 271э.

## Торговля

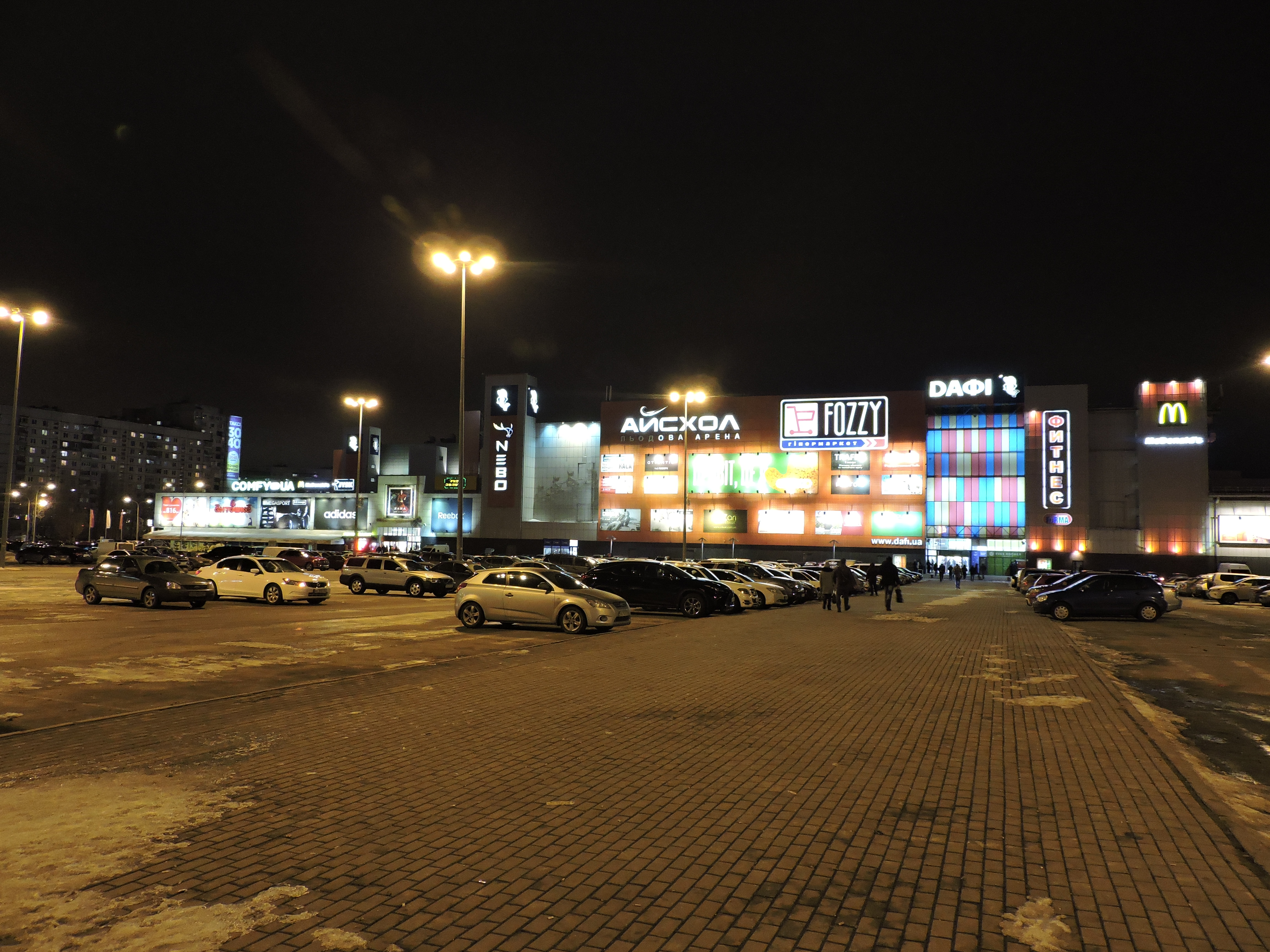
ТРЦ "Дафи"

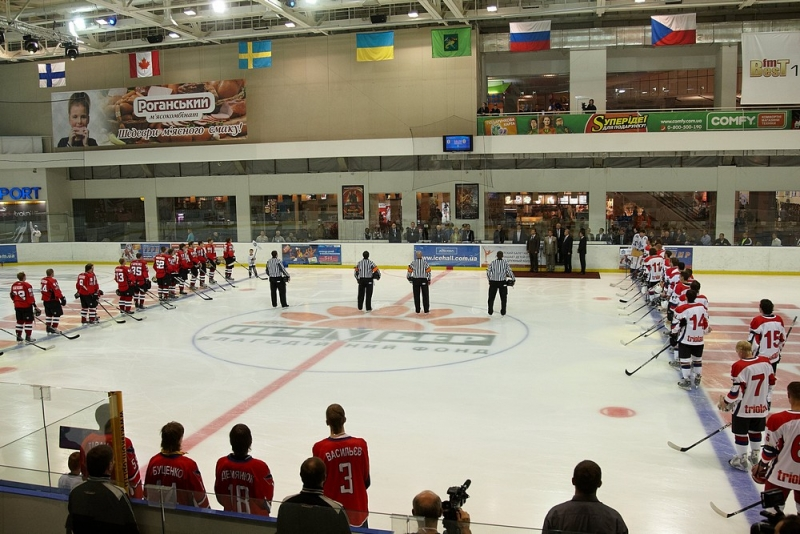
Ледовый дворец внутри ТРЦ "Дафи"

Недалеко от станции метро Салтовская расположены ТРЦ "Дафи" и "Караван". Внутри оборудованы эскалаторы и кондиционеры. Также рядом расположен рынок Героев Труда с хозяйственными и продуктовыми рядами, а также радиорынок.